# الهميج
مركز الهميج؛ من مراكز محافظة الحناكية في منطقة المدينة المنورة في السعودية، تقع شرق المدينة المنورة  على بعد 7 كم من الطريق السريع المدينة المنورة - القصيم السريع.

## التاريخ
تقع في عالية نجد وأحدث فيها الفرده بقيادة الحماد آبار ثم بعد ذلك أصبحت خالصة للفرده من مسروح من حرب وأشهر آبارها الحمادية للحماد والصهيليج للعوين من الفرده ثم بعد ذلك وفي عام 1388 هـ نزلها الأمير زيد بن حماد وأحدث فيها هجرة بعد أن كانت مورد مياه وذلك بإقطاع من الملك فيصل للأمير / زيد بن حماد، وحالياً تعتبر الهميج قرية متعددة الخدمات فيها مركز إمارة ومخفر شرطة ومركز دفاع مدني وثانوية بنين ومتوسطة بنات ومركز هلال احمر وجمعية خيرية وخدمات بلدية.وامن طرق ومركز صحي وتنقية مياه

## السكان
يبلغ عدد السكان 2000 نسمة.

## الموقع الجغرافي
تقع شرق منطقة المدينة المنورة بحوالي 160 كم، وهي تابعة لمحافظة الحناكية, وتقع على الطريق السريع المدينة المنورة القصيم.

## المناخ
تتميز المدينة المنورة بمناخ جاف، إذ يسود بها المناخ الصحراوي، والذي يتميز بالجفاف وقلة سقوط الأمطار، ودرجات حرارة عالية تتراوح بين 30° و 45° مئوية في فصل الصيف، [55] أما في فصل الشتاء فيكون الجو ممطراً، ويكثر هطول المطر.